# Estación de Almendrales

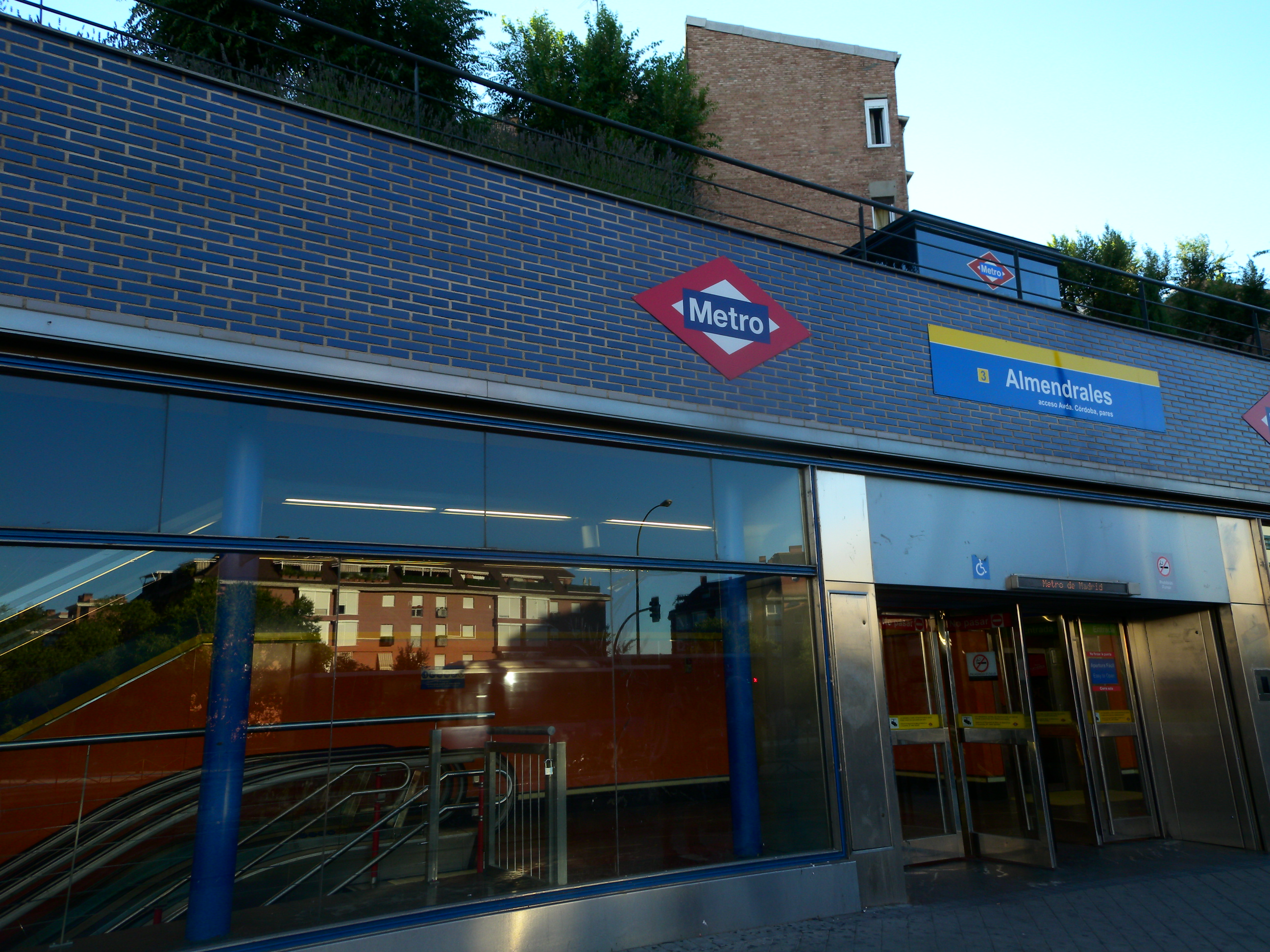
Acceso desde la Avenida de Córdoba a la estación de Almendrales.

Almendrales es una estación de la línea 3 del Metro de Madrid situada bajo la Avenida de Córdoba a la altura del número 21 frente a los barrios de Almendrales y Las Carolinas.

## Historia
Es la primera de las estaciones inauguradas el 21 de abril de 2007 en la ampliación desde Legazpi a Villaverde Alto, dotando de metro al distrito de Villaverde y ampliando el número de estaciones en el de Usera. La estación tiene como particularidad única en la Línea 3 de tener cuatro vías, dos de ellas sin andén, usadas como apartadero en horas valle para trenes que puedan reforzar en hora punta el tramo Legazpi - Moncloa.

## Accesos
Vestíbulo Almendrales
- Avda. Córdoba, impares Avda. Córdoba, 21
- Avda. Córdoba, pares Avda. Córdoba, s/n
- Ascensor Avda. Córdoba, s/n

## Líneas y conexiones

### Metro
| << cabecera | < estación             | línea | estación > | cabecera >> |
| ----------- | ---------------------- | ----- | ---------- | ----------- |
| El Casar    | Hospital 12 de Octubre |       | Legazpi    | Moncloa     |

### Autobuses

Autobuses en el entorno de la estación

| Diurnos   |                                                |                                      |
| Línea     | Destino                                        | Parada                               |
| 18        | Plaza Mayor                                    | 5703 ALMENDRALES (Av. Córdoba, 19)   |
| 22        | Legazpi                                        | 5703 ALMENDRALES (Av. Córdoba, 19)   |
| 59        | Estación de Atocha                             | 5703 ALMENDRALES (Av. Córdoba, 19)   |
| 76        | Plaza de la Beata                              | 5703 ALMENDRALES (Av. Córdoba, 19)   |
| 79        | Legazpi                                        | 5703 ALMENDRALES (Av. Córdoba, 19)   |
| 85        | Estación de Atocha                             | 5703 ALMENDRALES (Av. Córdoba, 19)   |
| 86        | Estación de Atocha                             | 5703 ALMENDRALES (Av. Córdoba, 19)   |
| 6         | Plaza de Jacinto Benavente                     | 1942 EVANGELIOS                      |
| 78        | Embajadores                                    | 2593 CRISTO DE LA VICTORIA-SANTUARIO |
| 18        | Villaverde Cruce                               | 5719 ALMENDRALES (Av. Córdoba)       |
| 22        | Villaverde Alto (Estación Metro / Cercanías)   | 5719 ALMENDRALES (Av. Córdoba)       |
| 59        | San Cristóbal                                  | 5719 ALMENDRALES (Av. Córdoba)       |
| 76        | Villaverde Alto (Barriada de Plata y Castañar) | 5719 ALMENDRALES (Av. Córdoba)       |
| 79        | Villaverde Alto (Plaza de Ágata)               | 5719 ALMENDRALES (Av. Córdoba)       |
| 85        | Butarque                                       | 5719 ALMENDRALES (Av. Córdoba)       |
| 86        | Villaverde Alto (Plaza de Ágata)               | 5719 ALMENDRALES (Av. Córdoba)       |
| 6         | Orcasitas                                      | 1941 EVANGELIOS                      |
| 78        | San Fermín                                     | 2817 CRISTO DE LA VICTORIA-SANTUARIO |
| Nocturnos |                                                |                                      |
| Línea     | Destino                                        | Parada                               |
| N13       | Cibeles                                        | 5703 ALMENDRALES (Av. Córdoba, 19)   |
| N14       | Cibeles                                        | 5703 ALMENDRALES (Av. Córdoba, 19)   |
| N13       | San Cristóbal                                  | 5719 ALMENDRALES (Av. Córdoba)       |
| N14       | Villaverde Alto                                | 5719 ALMENDRALES (Av. Córdoba)       |

| Diurnos   |                          |                                |                           |
| Línea     | Destino                  | Parada                         | Operador                  |
| 411       | Getafe - Perales del Río | 5718 Av. Córdoba-Gta. Cádiz    | La Veloz, S.A.            |
| 421       | Pinto                    | 5718 Av. Córdoba-Gta. Cádiz    | AISA                      |
| 422       | Valdemoro                | 5718 Av. Córdoba-Gta. Cádiz    | AISA                      |
| 424       | Valdemoro (El Restón)    | 5718 Av. Córdoba-Gta. Cádiz    | AISA                      |
| 426       | Ciempozuelos             | 5718 Av. Córdoba-Gta. Cádiz    | AISA                      |
| 447       | Getafe (Hospital)        | 5718 Av. Córdoba-Gta. Cádiz    | Avanza Movilidad Integral |
| 448       | Getafe (por Villaverde)  | 5718 Av. Córdoba-Gta. Cádiz    | Avanza Movilidad Integral |
| 411       | Madrid (Legazpi)         | 5704 Av. Córdoba-Antonio López | La Veloz, S.A.            |
| 421       | Madrid (Legazpi)         | 5704 Av. Córdoba-Antonio López | AISA                      |
| 422       | Madrid (Legazpi)         | 5704 Av. Córdoba-Antonio López | AISA                      |
| 424       | Madrid (Legazpi)         | 5704 Av. Córdoba-Antonio López | AISA                      |
| 426       | Madrid (Legazpi)         | 5704 Av. Córdoba-Antonio López | AISA                      |
| 447       | Madrid (Legazpi)         | 5704 Av. Córdoba-Antonio López | Avanza Movilidad Integral |
| 448       | Madrid (Legazpi)         | 5704 Av. Córdoba-Antonio López | Avanza Movilidad Integral |
| Nocturnos |                          |                                |                           |
| Línea     | Destino                  | Parada                         | Operador                  |
| N401      | Pinto - Valdemoro        | 5718 Av. Córdoba-Gta. Cádiz    | AISA                      |
| N402      | Ciempozuelos - Aranjuez  | 5718 Av. Córdoba-Gta. Cádiz    | AISA                      |
| N401      | Madrid (Atocha)          | 5704 Av. Córdoba-Antonio López | AISA                      |
| N402      | Madrid (Atocha)          | 5704 Av. Córdoba-Antonio López | AISA                      |